# Давід Надь (фехтувальник)
Тібор Андрашфі (14 липня 1999 , Будапешт ) — угорський фехтувальник на шпагах, олімпійський чемпіон Олімпійських ігор 2024 року, чемпіон Європейських ігор.

## Виступи на Олімпіадах
| Олімпіада  | Дисципліна     | Місце |
| ---------- | -------------- | ----- |
| Париж 2024 | командна шпага | 1     |